# Емельянов, Николай Иванович
Емельянов Николай Иванович (10 декабря 1953, Алексеевское, Татарская АССР, РСФСР, СССР) — глава самоуправления  города Чебоксары до 2010 года, с 2010 по 2011 годы — глава администрации города Чебоксары.

## Биография

### Происхождение
- 1976 — окончил Чувашский государственный университет имени И. Н. Ульянова по специальности «Электротермические установки»
- 1994 — Санкт-Петербургский технический университет по специальности «Экономист-менеджер»

### Трудовая деятельность
- 1976 — электромеханик Верхнесалдинского металлообрабатывающего завода им. Ленина Свердловской области
- 1979 — инженер-конструктор Чебоксарского объединения «Росавтоматстром»
- 1981 — старший мастер, заместитель начальника цеха на Чебоксарском агрегатном заводе
- 1984 — начальник ЖЭУ, главный инженер, управляющий Московским районным жилищным производственно-эксплуатационным трестом города Чебоксары
- 1989 — заместитель председателя исполкома Московского райсовета, первый заместитель главы администрации Московского района, первый заместитель главы администрации города Чебоксары
- 1997 — директор Чебоксарского муниципального унитарного производственного предприятия «Водоканал»
- с 4 июня 2002 — глава самоуправления города Чебоксары
- с 20 октября 2005 по 2010 г. — глава города Чебоксары
- 2019 — заместитель директора АО «Водоканал» (Чебоксары)[1].

## Награды
- Медаль ордена «За заслуги перед Отечеством» II степени (24 ноября 2005) — за достигнутые трудовые успехи и многолетний добросовестный труд[2]
- Медаль «За заслуги в проведении Всероссийской переписи населения» (2003)
- Орден «За заслуги перед Чувашской Республикой» (17 августа 2008) — за многолетнюю плодотворную работу и значительный вклад в становление и развитие местного самоуправления в Чувашской Республике[3]
- Почётная грамота Чувашской Республики (1 декабря 2003) — за заслуги перед республикой и многолетний плодотворный труд
- Почётная грамота Министерства промышленности и транспорта Чувашской Республики (8 декабря 2003) — за большой личный вклад в развитие промышленности и транспорта города г. награждён
- Орден святого благоверного князя Даниила Московского III степени (РПЦ, 2004) — за активную работу по возрождению храмов в Чебоксарах
- Медаль «За заслуги перед городом Чебоксары» (2019)[1]

## Семейное положение
Женат. В 2008 году сын Иван погиб в автокатастрофе в возрасте 26 лет.